# Мостје (Лендава)
Мостје (словен. Mostje, мађ. Hídvég) је насељено место у општини Лендава, Помурска регија, Словенија.

## Историја
До територијалне реорганизације у Словенији било је у саставу старе општине Лендава.

## Становништво
У попису становништва из 2011. године, Мостје је имало 351 становника.
| Број становника према пописима | Број становника према пописима | Број становника према пописима |
| ------------------------------ | ------------------------------ | ------------------------------ |
| 1991                           | 2002                           | 2011                           |
| 419                            | 363                            | 351                            |

Напомена: Године 1952. настала спајањем насеља Ново Мостје и Старо Мостје, која су укинута.